# Limopsis plana
Limopsis plana är en musselart som beskrevs av Addison Emery Verrill 1882. Limopsis plana ingår i släktet Limopsis och familjen Limopsidae. Inga underarter finns listade i Catalogue of Life.